# John Beal (Schauspieler)
John Beal (* 13. August 1909 in Joplin, Missouri als James Alexander Bliedung; † 26. April 1997 in Santa Cruz, Kalifornien) war ein US-amerikanischer Schauspieler.

## Leben
John Beal war der Sohn eines Warengeschäftsbesitzer und einer Konzertpianistin. Er studierte ursprünglich Handel an der University of Pennsylvania, bevor er nach New York City zog, um sich einem Kunststudium zu widmen. Das gab er allerdings wiederum zu Gunsten eines Schauspielstudiums auf. Bereits mit 22 debütierte er am 22. Oktober 1931 schließlich am Broadway in dem von Talbot Jennings geschriebenen Theaterstück No More Frontier. Bis zu seinem letzten Broadway-Auftritt 62 Jahre später am 16. Mai 1993 in Three Men on a Horse spielte Beal in 23 unterschiedlichen Theaterproduktionen mit.
Beal debütierte als Filmschauspieler 1933 an der Seite von Helen Hayes und Robert Montgomery in dem Drama Another Language, in dem er zuvor schon am Broadway aufgetreten war. Bereits ein Jahr später war Beal in der männlichen Hauptrolle des Liebesdramas The Little Minister zu sehen, wobei er darin den Geliebten von Katharine Hepburns Figur spielte. Bis zum Eintritt der Vereinigten Staaten in den Zweiten Weltkrieg spielte er noch in Filmen wie Die Elenden, Erbschaft um Mitternacht und Aufstand in Trollness mit. Anschließend trat er der United States Army Air Forces bei und diente sowohl bei den Special Services und der First Motion Picture Unit, wobei er selbst nicht an Kriegshandlungen teilnahm, sondern Filme drehte.
Mit Rückkehr aus dem Krieg fand Beal fast ausschließlich Arbeit beim Fernsehen, darunter auch als einer der Geschworenen in Reginald Roses Fernsehspiel 12 Angry Men (das später als Kinofilm Die zwölf Geschworenen adaptiert wurde). Obwohl er noch in Filmen wie  Fluch des Südens und Amityville III zu sehen war, spielte er kaum noch Hauptrollen und war hauptsächlich in einzelnen Folgen von Fernsehserien wie Bonanza, Kojak – Einsatz in Manhattan und Die Straßen von San Francisco zu sehen. Bis zu seinem Karriereende spielte Beal in fast 100 Film- und Fernsehproduktionen mit. Mit seiner Darstellung des Nathan Locke in dem Thriller Die Firma endete 1993 seine Karriere.
Am 26. April 1997 verstarb Beal im Alter von 87 Jahren, zwei Jahre nachdem er einen Schlaganfall erlitten hatte. Er war von 1934 bis zu ihrem Tod am 20. Juli 1986 mit der Schauspielerin Helen Craig verheiratet. Das Paar hatte zwei gemeinsame Kinder.

## Filmografie (Auswahl)
- 1933: Another Language
- 1934: The Little Minister
- 1935: Die Elenden (Les Misérables)
- 1937: Border Cafe
- 1937: Madame X
- 1937: Doppelhochzeit (Double Wedding)
- 1938: Im Namen des Gesetzes (I Am the Law)
- 1939: Die Zehn Gebote (The Great Commandment)
- 1939: Erbschaft um Mitternacht (The Cat and the Canary)
- 1941: Ellery Queen and the Perfect Crime
- 1942: Atlantic Convoy
- 1943: Aufstand in Trollness (Edge of Darkness)
- 1948: Ein Champion zum Verlieben (So Dear to My Heart, Erzählerstimme)
- 1949: Song of Surrender
- 1949: Todesfalle von Chikago (Chicago Deadline)
- 1953: Eine Leiche auf Rezept (Remains to bei Seen)
- 1953: The Trip to Bountiful (Fernsehfilm)
- 1957: Immer bei Anbruch der Nacht (The Vampire)
- 1959: Fluch des Südens (The Sound and the Fury)
- 1959: Bonanza (Fernsehserie, Folge 1x08 Die Diedesheimer Story)
- 1962: Preston & Preston (The Defenders, Fernsehserie, 2 Folgen)
- 1964: East Side/West Side (Fernsehserie, Folge 1x15)
- 1967: Das Geheimnis der blauen Krone (Coronet Blue, Fernsehserie, Folge 1x04)
- 1970–1971: Dark Shadows (Fernsehserie, 9 Folgen)
- 1973: Hochzeit des Grauens (The House That Cried Murder)
- 1974: Kojak – Einsatz in Manhattan (Kojak, Fernsehserie, Folge 1x19)
- 1974: Die Waltons (The Waltons, Fernsehserie, Folge 3x13)
- 1975: Lizzie Bordens blutiges Geheimnis (The Legend of Lizzie Borden, Fernsehfilm)
- 1976: Die Chronik der Adams (The Adams Chronicles, Miniserie, 3 Folgen)
- 1976: Die Straßen von San Francisco (The Streets of San Francisco, Fernsehserie, Folge 5x06)
- 1976: Eine amerikanische Familie (Family, Fernsehserie, 2 Folgen)
- 1977: Barnaby Jones (Fernsehserie, Folge 6x12)
- 1983: Amityville III (Amityville 3-D)
- 1990: Der Brief an den Weihnachtsmann (The Kid Who Loved Christmas, Fernsehfilm)
- 1993: Die Firma (The Firm)